# Radio de galena

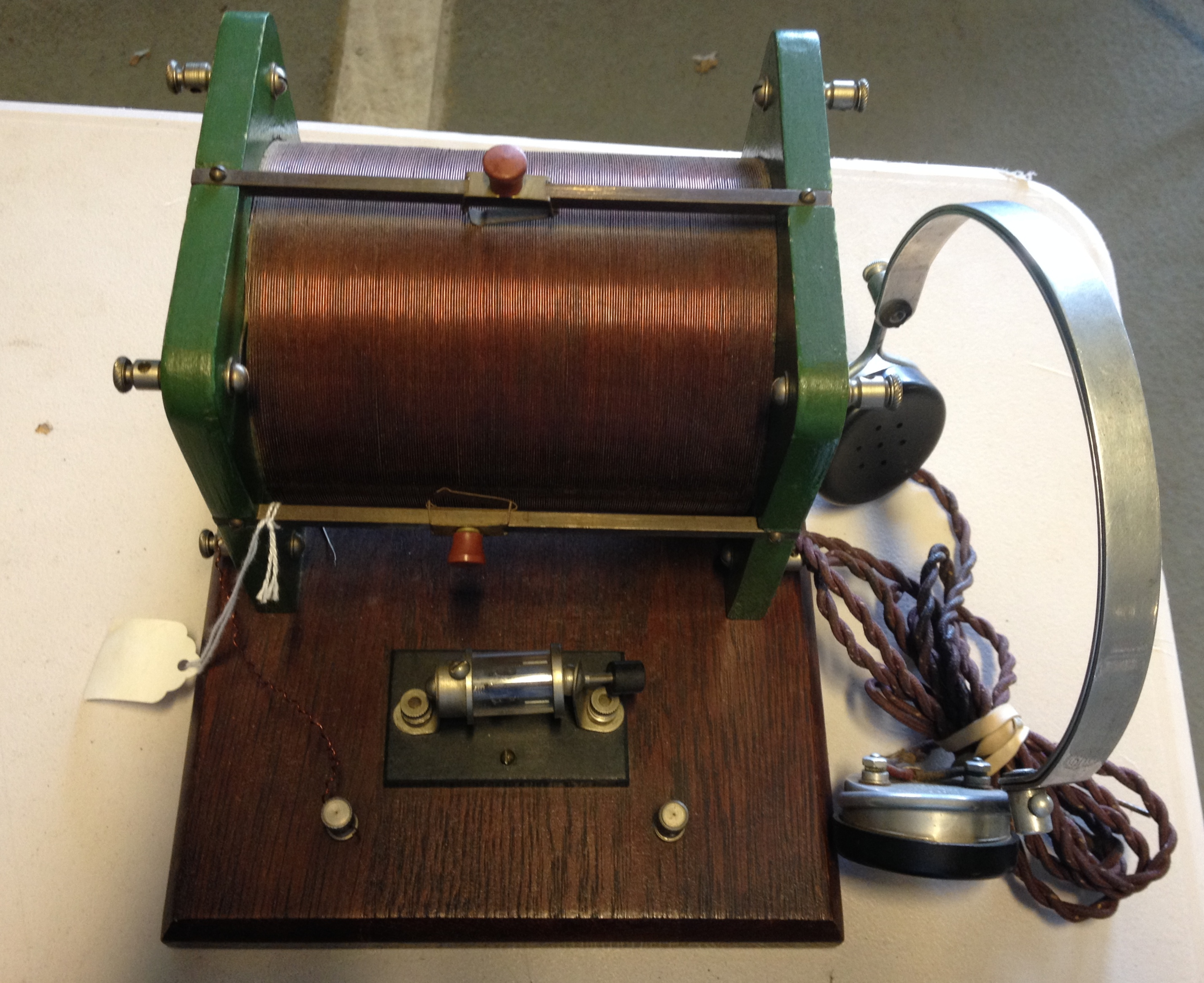
Radio de galena con dos contactos de sintonización deslizantes, y con sus auriculares. En la parte delantera aparece el detector de bigotes de gato.

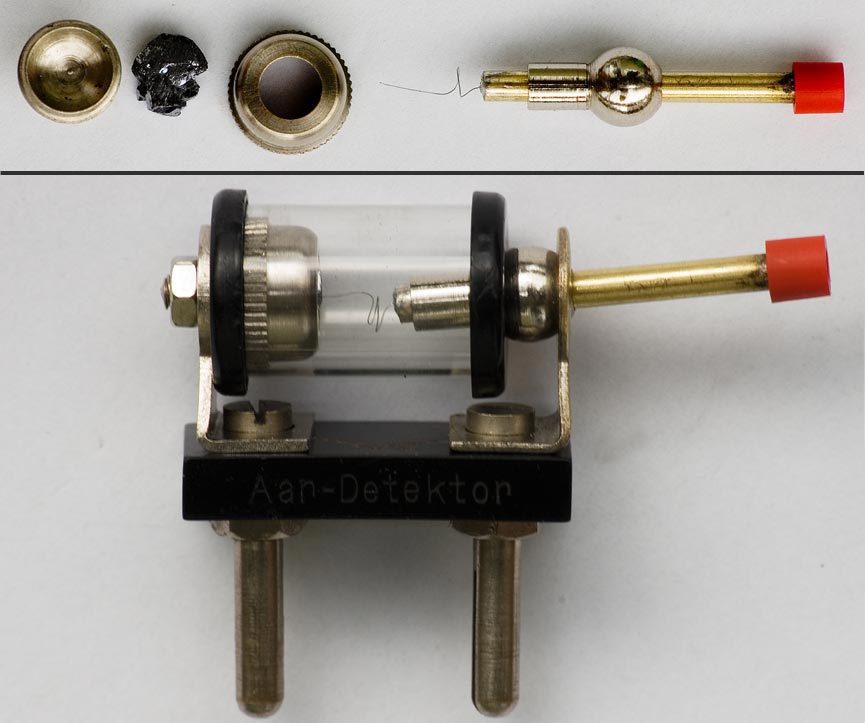
Detector de bigotes de gato (detalle),
también llamado Detector de cristal a galena. La pieza de galena es el objeto plateado irregular (segunda posición desde la izquierda de la fila superior), y el bigote de gato es el fino alambre retorcido que sirve para ajustar sobre la galena el punto de cierre del circuito detector.

Una radio de galena es un receptor de radio AM que empleaba un cristal semiconductor de sulfuro de plomo (llamado como el correspondiente mineral de plomo, galena, del que el dispositivo recibe el nombre), para "detectar" (rectificar) las señales de radio en amplitud modulada (AM) en la banda de onda media (530 a 1700 kHz) u onda corta (diferentes bandas entre 2 y 26 MHz).

## Descripción
Se trata de un dispositivo de fabricación extremadamente simple, hasta el punto de que se ha convertido en un ejemplo muy conocido de iniciación a la electrónica tanto en el campo de la educación como entre los radioaficionados.

### Componentes

Circuito de una radio de galena

Existen distintos montajes de circuitos de radios de galena, pero en líneas generales todos comparten como mínimo los componentes siguientes:
- Receptor:

Compuesto por la antena [Ant.] (un simple cable de cobre aislado de una determinada longitud); y una toma de tierra.
- Circuito Sintonizador/Detector:

El sintonizador está integrado por una bobina de cobre [T1] (en algunos diseños caseros basta un cilindro de un material aislante de unos 8 cm de diámetro y unos 10 cm de altura, al que se arrollan unas 160 vueltas de cable de cobre lacado) conectada por un extremo a la antena y por el otro a una toma de tierra (esto último no es imprescindible). Los modelos más evolucionados incluyen también una segunda bobina y un condensador variable [CV] para mejorar la recepción (aunque algunos diseños simplificados prescinden de estos dos elementos, sustituyéndolos por un cursor que permite conectar en distintos puntos de la bobina [T1]; o por un núcleo de ferrita que se puede introducir más o menos en la bobina [T1]) y seleccionar la frecuencia de la emisora deseada.
El papel de "detector" lo hace un diodo [D1] (un semiconductor que elimina una de las polaridades de los impulsos eléctricos), constituido tradicionalmente por una pequeña piedra de galena sobre la que hacía contacto un fino hilo metálico a manera de aguja punzante, al que se denominaba "barba de gato" o "bigote de gato" (catwhisker). La función del bigote de gato era permitir elegir manualmente un punto de la superficie de la piedra de galena (a estima, por prueba y error; mediante intentos sucesivos comprobando si llegaba el sonido) de forma que fuese capaz de filtrar la señal eléctrica, corrigiendo su fácil desajuste. Este componente es el antecesor inmediato de los diodos de germanio o silicio utilizados actualmente.
- Auriculares:

En los modelos tradicionales se utilizaban auriculares de núcleo y membrana de hierro de alta impedancia (2000 Ω), capaces de convertir directamente en sonido impulsos de muy bajo voltaje. Para poder utilizar auriculares modernos (normalmente de 8 Ω), se necesita intercalar un transformador para elevar la tensión (basta utilizar la relación 6V/220V).

### Funcionamiento
La radio de galena recibe la energía necesaria para la demodulación de las propias ondas de radio, por lo que no requiere una fuente adicional de energía para alimentarla. Este hecho conlleva una baja intensidad de la señal auditiva, ya que carece de amplificación. El proceso que se sigue desde que se recibe la señal hasta que se convierte en ondas sonoras, implica los siguientes pasos:
Recepción
Las ondas de radio que llegan a la antena generan en esta (mediante el fenómeno de la inducción electromagnética) una tensión que recorre el devanado primario del transformador [T1], y que induce en el devanado secundario otra tensión con la misma forma de onda. Dicho transformador está conectado en paralelo al condensador variable [CV].
Sintonización
A causa del fenómeno de resonancia, se produce un máximo de tensión para la frecuencia de resonancia del circuito paralelo formado por el devanado secundario y el condensador variable. Precisamente por el hecho de ser variable este condensador, es posible variar la frecuencia de resonancia del conjunto, haciéndola coincidir con la de las distintas emisoras que en cada momento se desea recibir. El circuito de resonancia paralelo debe estar diseñado para que abarque la gama existente de señales de radiodifusión de amplitud modulada. En los diseños que carecen de esta segunda bobina y de condensador variable, la sintonización se consigue utilizando la propia bobina [T1] como resonador. Para ello, se modifica la longitud del segundo circuito, variando el punto de la bobina [T1] en el que se conecta.
Detección
La onda electromagnética modulada que se recibe necesita ser detectada (es decir, como en todos los aparatos receptores,  para transformar las ondas electromagnéticas en ondas sonoras, es necesario eliminar de la señal alterna las semi-ondas de un signo dado, ya que en caso contrario las oscilaciones de distinto signo se neutralizan entre sí al intentar mover la membrana del auricular, y no se genera sonido alguno). Mediante la detección, el semiconductor (galena o diodo) transforma la onda en continua pulsante.
Filtro paso bajo
A la salida del diodo aparece la señal de alta frecuencia de la portadora. Esta señal hay que eliminala simplemente conectando un condensador en paralelo. Dicho condensador (no aparece en el esquema) es de muy baja capacidad, unos 680 pf, ya que la señal portadora tiene una frecuencia relativamente elevada de 500 kHz a 1.7 MHz, bastante más elevada que la señal de audio que va desde 20 a 20 kHz. La conexión en paralelo consiste en conectar un terminal del condensador a la salida (cátodo del diodo), y el otro terminal del condensador a masa.
Escucha
Esta nueva disposición de la energía de las ondas electromagnéticas es capaz de reproducir en la membrana del auricular los mismos movimientos del micrófono emisor que lleva la onda portadora, y así se reproduce idénticamente lo emitido, que se escucha mediante auriculares de alta impedancia (de 2000 ohmios aproximadamente) dinámicos o piezoeléctricos, a diferencia de los auriculares estándar (de 8 a 32 ohmios).

### Evolución del diseño
En un principio una bobina constituía el circuito resonante, que se hacía coincidir proporcionalmente con la longitud de onda deseada por medio de distintas conexiones en diferentes puntos de su devanado, eligiendo el punto de toma adecuado según la frecuencia que se desease captar, para conducir a continuación las ondas eléctricas al detector. 
Se descubrió más tarde que colocando un condensador variable en paralelo con la bobina, se conseguía acoplar la frecuencia sin necesidad de utilizar las diferentes salidas de la bobina. Por lo tanto, en los diseños más evolucionados, el circuito resonante queda formado por la bobina más el condensador variable en paralelo. Para mejorar la selectividad (es decir, la capacidad de distinguir frecuencias muy próximas) del circuito resonador, es posible añadir una segunda bobina (ligada por inducción a la primera) en paralelo al condensador.
Con el descubrimiento de la ferrita, se comprobó posteriormente que poniendo este material de núcleo variable de la bobina (lo que también permite regular la frecuencia de la onda recibida), se consiguen mejores resultados. 
Así mismo, el uso de una pequeña pieza de galena como semiconductor ha sido reemplazado por la utilización de diodos de silicio o germanio, que evitan tener que ajustar manualmente los puntos de conexión del circuito sobre la pieza de galena.

## Generalidades

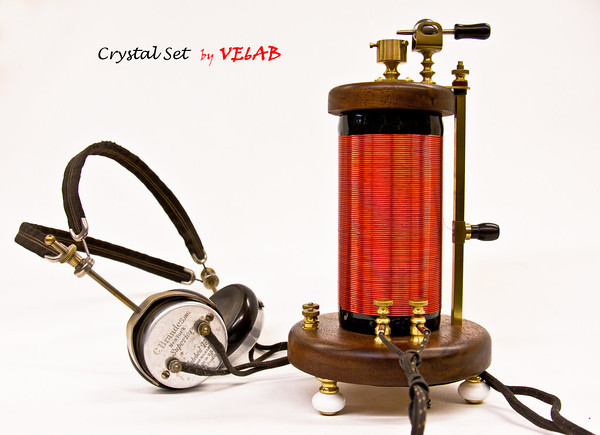
Radio de galena, con el detector de bigotes de gato en la parte superior

Una radio a galena es un radio receptor muy simple, popular en los primeros días de la radiodifusión. No necesita ninguna otra fuente de energía, sino que trabaja utilizando únicamente la propia potencia de las ondas de radio recibidas por un alambre que sirve de antena. Como ya se ha señalado, recibe su nombre de su componente más importante, hecho originalmente a partir de un trozo de mineral cristalino como la galena. Actualmente este componente se suele sustituir por un diodo.
Las radios de galena son el tipo más simple de radio receptor y se pueden fabricar con un reducido número de elementos de bajo coste, tales como un alambre para la antena, una bobina de alambre de cobre como sintonizador, un condensador, un detector de galena, y unos auriculares piezoeléctricos. Estos receptores son distintos de los receptores de radio ordinarios, ya que son sistemas pasivos, mientras que otras radios utilizan una fuente separada de potencia eléctrica como una batería o la electricidad doméstica para amplificar la débil señal de radio con el fin de hacer que sea más fuerte. Por lo tanto, los sistemas de radio de galena producen un sonido más bien débil, por lo que deben escucharse con cascos muy sensibles, y solo pueden recibir estaciones dentro de un rango limitado.
La propiedad rectificadora de algunos cristales minerales fue descubierta en 1874 por Karl Ferdinand Braun. El uso de los cristales de galena y su aplicación a los receptores de radio se desarrolló a partir de 1904 gracias a los trabajos de Jagadish Chandra Bose, G. W. Pickard y otros.
Las radios de galena fueron el primer tipo ampliamente empleado de receptor de radio, y el principal dispositivo utilizado durante la era de la radiotelegrafía. Vendidos y fabricados de forma casera por millones, el receptor de galena barato y fiable era una fuerza impulsora de la introducción de la radio entre el gran público, contribuyendo a su desarrollo como medio de entretenimiento con el inicio de la radiodifusión alrededor de 1920.
Tras 1920 aproximadamente, los sistemas de galena fueron progresivamente reemplazados por los primeros receptores de amplificación, que utilizaban válvulas de vacío (denominadas Audiones), convirtiéndose la galena en un sistema de uso comercial obsoleto. Sin embargo, estos sencillos receptores continuaron siendo construidos por numerosos aficionados, grupos de jóvenes, e incluso por los Boy Scouts en Estados Unidos, como una forma de aprender acerca de la tecnología de la radio. Hoy en día todavía se venden como dispositivos educativos, y hay grupos de entusiastas dedicados a su construcción casera que organizan competiciones en las que comparan las prestaciones de sus diseños.
Los primeros sistemas de galena recibían las señales emitidas por sistemas de radiotelegrafía con señales creadas por saltos de chispas (ver Bobina de Ruhmkorff) a frecuencias tan bajas como 20 kHz.

## Historia

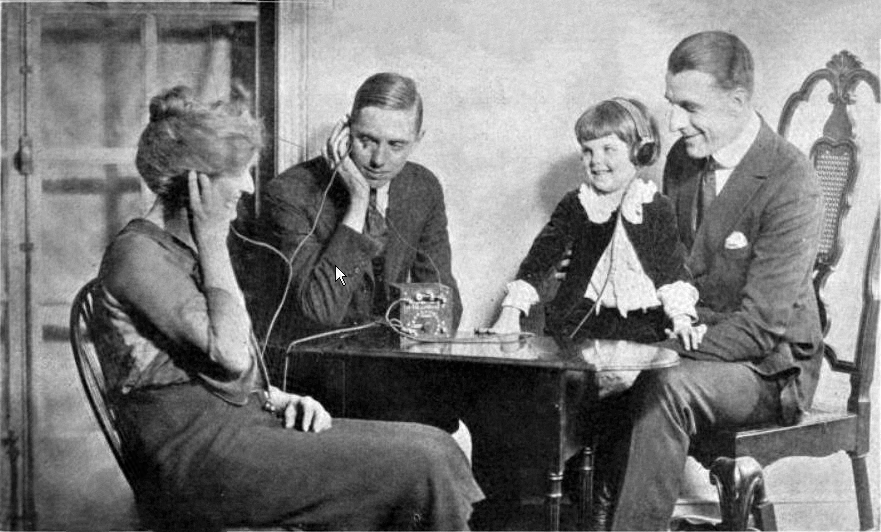
Una familia escuchando una radio de galena en los años 1920

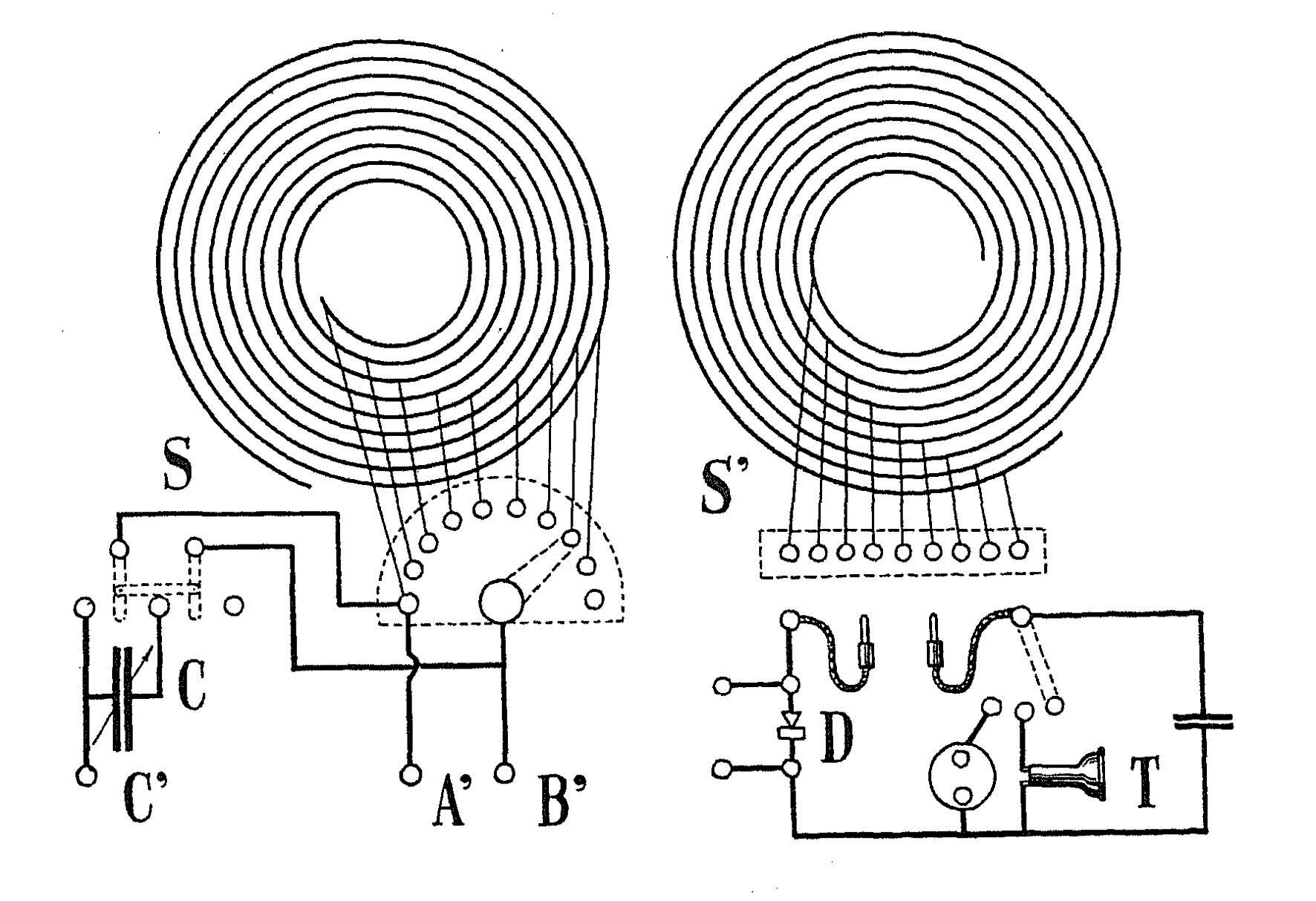
Radio receptor, Basilea, Suiza, 1914

La radio de galena fue inventada a través de una larga cadena (en parte oscura) de descubrimientos realizados a finales del siglo XIX. A principios del siglo XX, estos dispositivos se fueron convirtiendo progresivamente en receptores de radio cada vez más y más prácticos. El primer uso de las radios de galena fue recibir señales de radio transmitidas mediante código Morse con emisores de chispa eléctrica, satisfaciendo la curiosidad de experimentadores aficionados pioneros. A medida que evolucionó la electrónica, la capacidad de enviar señales de voz por radio causó una explosión tecnológica alrededor de los años 1920, en los que se sentaron las bases sobre las que se desarrolló la moderna industria de la radiodifusión.

### Los primeros años
Los primeros sistemas de radiotelegrafía utilizaban el emisor de chispa (spark-gap transmitter) o el emisor de arco (en:arc transmitter), así como alternadores de alta frecuencia (high-frequency alternators) funcionando a radiofrecuencia. El cohesor Branley fue el primer medio para detectar señales de radio. Sin embargo, carecía de la sensibilidad necesaria para detectar señales débiles.
A principios del siglo XX, varios investigadores descubrieron que ciertos minerales metálicos, tales como la galena, podían utilizarse para detectar las señales de radio.
En 1901, Bose presentó una patente en EE. UU. de "un dispositivo para detectar perturbaciones eléctricas" que menciona el uso de un cristal de galena; patente que fue concedida en 1904, con el número #755,840. El dispositivo acusaba una gran variación de la conductancia del semiconductor con la temperatura; por lo que hoy en día su patente correspondería a la invención de un bolómetro.[cita requerida] Bose es con frecuencia citado, aunque erróneamente, como el inventor del detector por rectificado. El 30 de agosto de 1906, Greenleaf Whittier Pickard presentó la solicitud de una patente para un detector de cristal de silicio, que le fue concedida el 20 de noviembre de 1906.
El hallazgo verdaderamente revolucionario de Pickard fue descubrir que con un alambre de punta fina conocido como "cat's whisker", en delicado contacto con la superficie de determinados minerales, se puede obtener el mejor efecto del material como semiconductor (es decir, como rectificador).

### 1920 y 1930
En 1922, el (entonces llamado) US Bureau of Standards lanzó una publicación titulada Construcción y Operación de un Radio Receptor Sencillo Fabricado en Casa. En este artículo se muestra cómo casi cualquier familia con un miembro mínimamente hábil, usando herramientas simples podría construir una radio, lo que les permitiría recibir instantáneamente toda clase de información sonora: sobre los precios de los cultivos, sobre el tiempo, así como boletines de noticias o la ópera. Este diseño fue significativo para acercar la radio al público en general. El NBS continuó con una versión un poco más sofisticada de dos circuitos: Construcción y Operación de un Equipo Receptor de Radio de Dos Circuitos con Cristal Detector, manual que fue publicado ese mismo año. El montaje descrito en este manual todavía es construido con frecuencia hoy en día por los entusiastas de la electrónica casera.
A comienzos del siglo XX, la radio tuvo poco uso comercial, y la experimentación con las ondas era un hobby para muchos aficionados. Algunos historiadores consideran el otoño de 1920 como el comienzo de la radiodifusión comercial con fines de entretenimiento. La estación KDKA de Pittsburgh, propiedad de la Westinghouse, recibió su licencia del Departamento de Comercio de los Estados Unidos justo a tiempo para transmitir los resultados de las Elecciones Presidenciales entre Harding y Cox. Además de informar sobre eventos especiales, transmitir a los agricultores los informes de precios de los cultivos fue un importante servicio público en los primeros días de la radio.
En 1921, las radios fabricadas por los talleres eléctricos eran todavía muy caras. Dado que las familias menos pudientes no podían permitirse el lujo de poseer una, los periódicos y las revistas publicaron artículos sobre la manera de construir una radio de galena con elementos comunes fácilmente asequibles. Para minimizar el coste, muchas de las instrucciones de montaje sugerían enrollar la bobina de sintonía en envases de cartón vacíos, tales como cajas de harina de avena, elemento que se convirtió en un elemento común de muchas radios caseras en los Estados Unidos.

### Crystodyne
A principios de los años 1920, Oleg Losev estaba experimentando en Rusia con la aplicación de tensión de polarización sobre varios tipos de cristales para la fabricación de detectores de radio. El resultado fue sorprendente: con un cristal de cincita (óxido de cinc) era capaz de amplificar la corriente. Este fue el primer fenómeno detectado de resistencia negativa, décadas antes del desarrollo del diodo túnel. Después de los primeros experimentos, Losev construyó receptores regenerativos y superheterodinos, e incluso transmisores.
Un crystodyne podía fabricarse en condiciones relativamente simples (basta disponer de una forja rural), a diferencia de un tubo de vacío o de los dispositivos semiconductores modernos. Sin embargo, este descubrimiento no fue apoyado por las autoridades y se olvidó rápidamente: ningún dispositivo fue producido en cantidades masivas más allá de unos pocos ejemplares para la investigación.

### "Radios Foxhole"

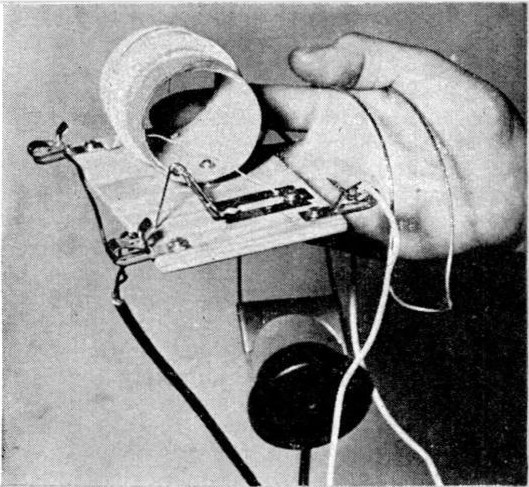
"Radio Foxhole" utilizada en el frente italiano en la Segunda Guerra Mundial. Utiliza una mina de lápiz unida a un pasador de seguridad presionando contra una hoja de afeitar como detector.

Además de cristales minerales, los recubrimientos de óxido de muchas superficies de metal actúan como semiconductores (detectores) capaces de rectificación. Radios de cristales minerales han sido improvisadas utilizando detectores hechos con clavos oxidados, monedas corroídas, y muchos otros objetos comunes.
Cuando las tropas aliadas se detuvieron cerca de Anzio durante la primavera de 1944, los receptores de radio personales fueron estrictamente prohibidos porque los alemanes tenían un equipo capaz de detectar la señal local de los osciladores de los receptores de radio superheterodinos. Los receptores de galena carecen de osciladores alimentados por corriente, por lo que no podían ser detectados. Algunos soldados construyeron ingeniosos conjuntos de "cristales receptores" utilizando materiales de desecho para poder escuchar noticias y música sin ser detectados. Un tipo utilizaba una hoja de afeitar de acero y una mina de lápiz como detector. La punta del lápiz, al tocar la capa de óxido semiconductor (herrumbre) formada en la hoja de afeitar, trabaja como un diodo de contacto en bruto. Ajustando cuidadosamente la punta del lápiz sobre la superficie de la hoja, se podían encontrar los puntos sensibles en el óxido de hierro capaces de producir la rectificación de las ondas de radio. La mina del lápiz está hecha de grafito y arcilla, por lo que inhibía la formación de corrosión adicional que resultaría si se utilizase alambre de cobre o de hierro en su lugar. Cualquier aumento de corrosión en el punto de contacto arruina el efecto de diodo que se localiza en ese determinado punto de ajuste, por lo que sería necesario ajustar el dispositivo de nuevo. Los conjuntos eran conocidos como "radios de trinchera" por la prensa popular, y se convirtieron en parte del folklore de la Segunda Guerra Mundial.
Igualmente, en algunos países ocupados por Alemania durante la Segunda Guerra Mundial, hubo confiscaciones generalizadas de los aparatos de radio de la población civil. Esto llevó a construir sus propios receptores "clandestinos" a muchos oyentes decididos, receptores que con frecuencia eran poco más que un dispositivo de galena muy básico. Sin embargo, cuando alguien utilizaba estos receptores de radio corría el riesgo de ser llevado a prisión o incluso condenado a muerte si era descubierto, y en la mayor parte de Europa las señales de la BBC (y de otras estaciones aliadas) no eran lo suficientemente fuertes como para ser recibidas con este tipo de dispositivos caseros.

### Años posteriores
A pesar de que nunca recuperó la popularidad y el uso general que disfrutó en sus comienzos, el circuito de las radios de galena se sigue utilizando. Los Boy Scouts han mantenido la construcción de un aparato de radio en su programa desde la década de 1920. Un gran número de innovadores artículos prefabricados y kits de montaje simples fueron muy populares en los años 1950 y 1960, y muchos niños con interés en la electrónica construyeron alguno.
La construcción de radios de galena fue una especie de fiebre en la década de 1920, y de nuevo en la década de 1950, manteniéndose posteriormente como una actividad popular con sus propios aficionados (cuya afición recibe el nombre de Diexismo), con concursos anuales sobre la recepción de larga distancia y sobre la construcción de receptores, que permiten a los propietarios de estos dispositivos competir entre sí y formar una comunidad de personas interesadas en el tema.

## Diseño

Diagrama de un receptor de radio a galena.

Una radio de galena puede considerarse como un receptor de radio reducido a sus elementos esenciales. Se compone de al menos los componentes siguientes:
- Una antena en la que una serie de corrientes eléctricas son inducidas por las ondas de radio.
- Un circuito resonante (circuito sintonizador) que sirve para seleccionar la frecuencia de la estación de radio deseada de entre todas las señales de radio recibidas por la antena. El circuito sintonizado se compone de una bobina de alambre (llamada inducción) y de un condensador conectados entre sí, a fin de crear un circuito que "resuena" (aísla y potencia) la frecuencia de la emisora deseada, y por lo tanto "afina" en esa determinada emisora. Uno de los dos o ambos elementos (bobina y/o condensador) son ajustables, lo que permite que el circuito se sintonice a diferentes frecuencias. En algunos circuitos no se utiliza un condensador, dado que la antena puede servir también como condensador. El circuito sintonizado tiene una frecuencia de resonancia y permite que las ondas de radio con esa frecuencia pasen al detector, mientras rechaza las ondas de todas las demás frecuencias. Un circuito de este tipo también se conoce como un filtro pasa banda.
- Un cristal semiconductor (detector), que demodula la señal de radio, extrayendo la señal de audio modulada en la onda portadora de radiofrecuencia. Para ello, el cristal permite que la corriente pase a través de él en una sola dirección, bloqueando la otra mitad de las oscilaciones de la onda de radio. Esto rectifica la onda de radio alterna, convirtiéndola en una onda continua pulsante, cuya amplitud varía de acuerdo con la de la señal de audio. Esta corriente puede ser convertida en sonido por el auricular, mientras que esto no es posible con la señal completa sin rectificar. Los primeros dispositivos utilizaban un detector de bigotes de gato (cat's whisker), que consiste en un alambre fino diseñado para tocar en un "punto activo" la superficie de una muestra de mineral cristalino como la galena. Como ya se ha señalado, es este componente mineral el que le dio su nombre al dispositivo.
- Un auricular para convertir la señal de audio en ondas sonoras que puedan ser escuchadas. La baja potencia producida por un receptor de galena es insuficiente para alimentar un altavoz, por lo tanto, se utilizan audífonos.

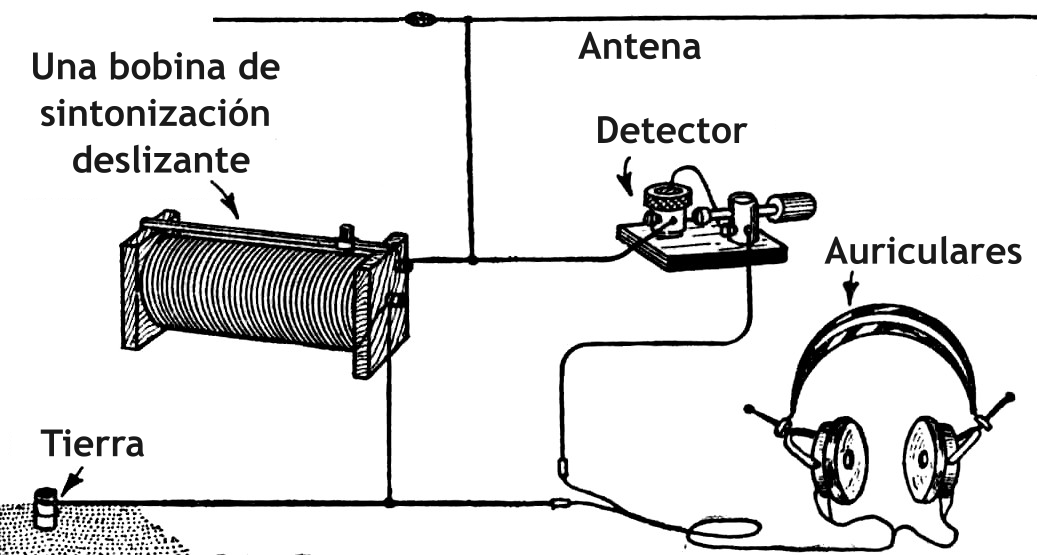
Diagrama de 1922 mostrando el circuito de una radio a galena. Este modelo no utilizaba un condensador para sintonizar la frecuencia deseada, sino que se valía de la capacitancia de la antena para formar el circuito resonante con la bobina. El detector incluía una pieza de galena con un "bigote de gato" en contacto con un punto de la galena, haciéndola funcionar como un diodo.

Como una radio de galena no tiene ninguna fuente de alimentación, la potencia del sonido que produce a través del auricular proviene únicamente de la potencia de las ondas de radio captadas por la antena. La potencia disponible para una antena de recepción disminuye con el cuadrado de su distancia a la emisora de radio.
Incluso para una estación de radio comercial muy potente, tan solo a unos pocos kilómetros de distancia, la potencia recibida por la antena de un receptor es muy pequeña (por lo general se mide en microwatios o nanowatios). Señales en la antena tan débiles como 50 picowatios pueden ser escuchadas en dispositivos de galena modernos. Que estos receptores puedan funcionar con señales tan débiles sin utilizar amplificación en gran parte se debe a la gran sensibilidad del oído humano, capaz de detectar sonidos con una intensidad de tan solo 10-16 W / cm². Por lo tanto, los receptores de galena han de diseñarse para convertir la energía de las ondas de radio en ondas de sonido tan eficientemente como sea posible. A pesar de ello, por lo general solo son capaces de recibir las emisoras a una distancia de no más allá de 40 km en el caso de las emisoras de AM, aunque las señales utilizadas durante la era de la telegrafía sin hilos se podían recibir a cientos de kilómetros, y este tipo de receptores se utilizaron incluso para la comunicación transoceánica durante un periodo inicial.
El desarrollo comercial de los receptores pasivos fue abandonado con la llegada de los tubos de vacío fiables alrededor de 1920, y la investigación posterior quedó en manos principalmente de los radio aficionados. Muchos tipos de circuitos diferentes han sido utilizados. En las secciones siguientes se describen más detalladamente las partes de una radio de galena.

### Antena
Las ondas de radio electromagnéticas inducen una corriente eléctrica alterna en la antena, que está conectada a la bobina de sintonización. Dado que en una radio de galena toda la potencia proviene de la antena, es importante que recoja tanta alimentación de la onda de radio como sea posible. Cuanto más grande sea la antena, más potencia puede interceptar. Antenas del tipo comúnmente utilizadas con los sistemas de galena son más eficaces cuando su longitud está cerca de un múltiplo de un cuarto de la longitud de onda de las ondas de radio que reciben. Dado que la longitud de las ondas utilizadas con radios de galena es muy larga (en onda media, las longitudes están entre 182 y 566 metros de largo) la antena se hace lo más larga posible, a partir de un cable largo, en contraste con las antenas de varilla o con las antenas de lazo de ferrita utilizadas en las radios modernas.
Algunos aficionados a las radios de galena rigurosos utilizan antenas en forma de "L invertida" y o de "T aérea", que consta de cientos de metros de alambre suspendidos lo más alto posible entre edificios o árboles, con un cable de alimentación conectado en el centro o en un extremo que conduce al receptor. Sin embargo, a menudo son más utilizadas longitudes aleatorias de alambre colgando por las ventanas. Una práctica popular en los primeros días (sobre todo entre los habitantes de apartamentos) era utilizar como antenas grandes objetos metálicos existentes, como somieres, escaleras de incendios y vallas de alambre de espino.

### Toma de tierra
Las antenas de hilo utilizadas con los receptores de galena son del tipo monopolo, por lo que desarrollan su tensión de salida con respecto a tierra. Así pues, el receptor requiere una conexión a una toma de tierra como un circuito de retorno para la corriente. El cable de tierra habitualmente se une a un radiador, tubería metálica de agua, o una pica de metal clavada en el suelo. En los primeros días, si no se podía encontrar una conexión a tierra adecuada, en ocasiones se recurría a una malla de tierra aérea. Una buena toma de tierra es más importante para los conjuntos de galena de lo que lo es para los receptores alimentados, porque los sistemas de galena están diseñados para tener una impedancia baja, imprescindible para transferir la energía desde la antena de manera eficiente. Una conexión a tierra de baja resistencia (preferiblemente por debajo de 25 Ω) es necesaria debido a que cualquier resistencia en tierra disipa la energía de la antena. En contraste, los receptores modernos son dispositivos que funcionan con tensión, con una alta impedancia de entrada, y por lo tanto, fluye muy poca corriente entre la antena y el circuito de tierra. Además, los receptores enchufados a la red eléctrica normalmente están conectados a tierra adecuadamente a través de sus cables de alimentación, que a su vez están unidos a tierra mediante una toma debidamente acondicionada.

### Circuito sintonizador

Los primeros diseños de radio a galena carecían incluso de circuito sintonizador

El circuito sintonizador, que consta de una bobina y de un condensador conectados entre sí, actúa como un resonador, que trabaja de forma similar a un diapasón cuando se afina un instrumento musical. Los impulsos eléctricos inducidos en la antena por las ondas de radio, fluyen rápidamente hacia atrás y adelante entre las placas del condensador a través de la bobina. El circuito tiene una alta impedancia respecto a la frecuencia de la señal de radio deseada, pero una baja impedancia para todas las demás frecuencias. Por lo tanto, las señales en las frecuencias no deseadas pasan a través del circuito sintonizado a tierra, mientras que la frecuencia deseada pasa a través del detector (diodo), estimula el auricular y finalmente es posible escucharla. La frecuencia de la emisora "recibida" es la frecuencia de resonancia f del circuito sintonizador, determinada por la capacitancia C del condensador y por la inductancia L de la bobina:
{\displaystyle f={\frac {1}{2\pi {\sqrt {LC}}}}\,}
En los dispositivos de bajo costo, la bobina inductora tenía un contacto deslizante con un resorte que presiona contra los arrollamientos, pudiendo deslizarse a lo largo de la bobina, introduciendo de este modo un mayor o menor número de vueltas de la bobina en el circuito, variando así la inductancia, permitiendo la "sintonización" del circuito a las frecuencias de diferentes estaciones de radio. Alternativamente, un condensador variable se utiliza para sintonizar el circuito. Algunos conjuntos de galena modernos utilizan una bobina de sintonización con núcleo de ferrita, en el que un núcleo magnético de ferrita se puede mover dentro y fuera de la bobina, variando de este modo la inductancia por el cambio de la permeabilidad magnética.
La antena es una parte integral del circuito sintonizador y su reactancia también contribuye a determinar la frecuencia resonante del circuito, actuando generalmente como un condensador. Incluso las antenas más cortas que un cuarto de la longitud de onda presentan reactancia capacitiva. Muchos sistemas de galena primitivos no tenían un condensador de sintonía, y utilizaban la capacitancia inherente del cable de la antena (además de la capacitancia parásita significativa de la propia bobina) para formar el circuito sintonizador con la bobina.
Muchos de los primeros receptores de galena no tenían un circuito sintonizador, consistiendo simplemente en un detector de galena conectado entre la antena y la tierra, con un auricular a través de él. Este tipo de circuito tan sencillo carecía por completo de elementos selectores de frecuencia, por lo que la amplia gama de resonancia de la antena (que tenía poca capacidad para rechazar las estaciones no deseadas), hacía que todas las estaciones dentro de una amplia banda de frecuencias se escucharan simultáneamente en el auricular (en la práctica, por lo general las señales más potentes ahogaban a las otras). Se utilizó en los primeros días de la radio, cuando solo una o dos estaciones como máximo quedaban dentro del alcance de estos dispositivos.

#### Adaptación de impedancias
Un principio importante utilizado en el diseño de las radios de galena para transferir la máxima potencia al auricular es la adaptación de impedancias. Se transfiere la máxima potencia entre dos partes de un circuito cuando la impedancia de una parte es el complejo conjugado de la de la otra; esto implica que los dos circuitos deben de tener igual resistencia. Sin embargo, en los conjuntos de galena, la impedancia del sistema de antena a tierra (alrededor de 10 a 200 ohms) es generalmente menor que la impedancia del circuito sintonizado del receptor (miles de ohmios en resonancia), y también varía dependiendo de la calidad de la unión a tierra, de la longitud de la antena, y de la frecuencia a la que el receptor es sintonizado.
Por lo tanto, en algunos tipos de circuitos de receptor mejorados, para que su impedancia coincida con la de la antena, esta se puede conectar al circuito a través de una parte variable de las espiras de la bobina de sintonía. Esto hizo que la bobina actuase como un transformador de impedancia (funcionando como un autotransformador) además de cumplir su función de sintonización. Esta disposición permite aumentar la baja resistencia de la antena aérea (transformándola) por un factor igual al cuadrado de la relación de vueltas (el número de vueltas a través del que la antena se conecta, con relación al número total de vueltas de la bobina), para que coincida con la resistencia a través del circuito sintonizado. En el circuito de "dos deslizadores", popular durante la era inalámbrica, la antena y el circuito detector se unían a la bobina mediante el desplazamiento de los dos contactos, que permitían el ajuste interactivo de la frecuencia de resonancia y de la relación de vueltas en la bobina. Alternativamente, un interruptor de múltiples posiciones se utilizaba para seleccionar determinadas emisoras en la bobina. Estos controles se ajustaban manualmente hasta conseguir el sonido más nítido en los auriculares de la estación deseada.

#### Mejora de la selectividad

Circuito directo acoplado con ajuste de impedancia

Uno de los inconvenientes de los sistemas de galena es que son vulnerables a la interferencia de las estaciones con frecuencias similares a la de la emisora deseada; es decir, disponen de una baja selectividad, por lo que a menudo dos o más estaciones se escuchan simultáneamente. Esto se debe a que el circuito sencillo sintonizado no rechaza señales parecidas a la deseada, permitiendo que una amplia banda de frecuencias lo atraviesen. Esto es equivalente a decir que tiene un gran ancho de banda (equivalente a un bajo factor de calidad) en comparación con otros tipos de receptores de radio. moderna
El detector de galena conectado a través del circuito sintonizador empeoró este problema, porque su relativamente baja resistencia "sobrecarga" el circuito sintonizador, amortiguando de este modo las oscilaciones, y reduciendo su factor de calidad. En muchos diseños la selectividad se mejoró mediante la conexión directa del circuito detector y del auricular a través de solo una fracción de las vueltas de la bobina. Esta disposición reduce la impedancia de carga del circuito sintonizador, así como permite mejorar la adaptación de su impedancia con la del detector.

#### Receptores acoplados inductivamente

Circuito inductivo-acoplado con ajuste de impedancia. Este diseño fue usado en muchas radios de galena de calidad.

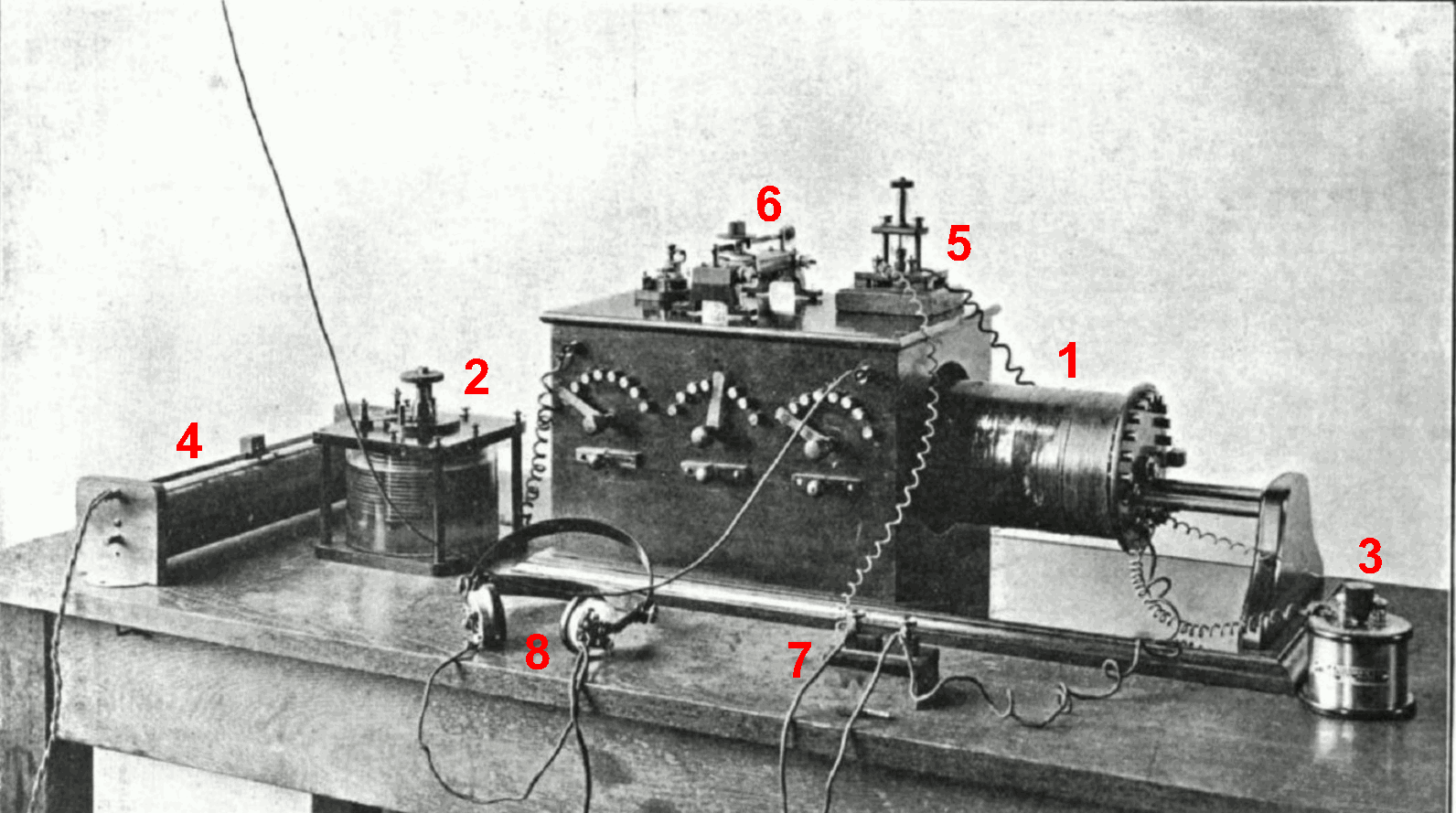
Radio de galena para radioaficionados con transformador de "pérdida de acoplamiento", Belfast, alrededor de 1914.

En los receptores de galena más sofisticados, la bobina de sintonía se sustituye por un transformador de núcleo de aire con acoplamiento a la antena ajustable, lo que mejora la selectividad mediante una técnica denominada de acoplamiento débil. El transformador
consta de dos bobinas de alambre acopladas magnéticamente. Una de ellas (denominada el devanado primario), está unida a la antena y la tierra; y la otra (el devanado secundario) está unida al resto del circuito. La corriente de la antena crea un campo magnético alterno en la bobina primaria, que induce una tensión en la bobina secundaria, que después se rectifica y alimenta el auricular. Cada una de las bobinas funciona como un circuito sintonizado a la frecuencia de la estación: la bobina primaria resuena con la capacitancia de la antena (o a veces, con otro condensador), y la bobina secundaria resuena con el condensador de sintonización. Los dos circuitos interactúan para formar un transformador resonante. En efecto, los filtros del circuito primario primero, envían ya filtrada la señal al segundo circuito, donde se filtra una vez más.
Reduciendo el acoplamiento  entre las dos bobinas mediante su separación física (de modo que se modifique el campo magnético de una que interseta la otra, se reduce la inductancia mutua, se estrecha el ancho de banda, y el resultado en la sintonía es mucho más fino, más selectivo que el producido por un solo circuito sintonizador. Sin embargo, esto implica una solución de compromiso; puesto que un acoplamiento más débil también reduce la potencia de la señal que pasa al segundo circuito. El transformador dispone de un acoplamiento ajustable, permitiendo al oyente experimentar con diferentes ajustes para obtener la mejor recepción.
Un diseño común en los primeros tiempos, llamado "acoplador libre", consistía en una bobina pequeña dentro de otra bobina mayor. La bobina más pequeña estaba montada sobre un mecanismo que permitía deslizarla linealmente dentro o fuera de la bobina más grande. Si se encontraban interferencias entre emisoras, la bobina pequeña se deslizaba hacia afuera de la más grande, reduciendo así el acoplamiento, estrechando el ancho de banda, y rechazando de este modo la señal interferente.
El transformador de acoplamiento de la antena también funciona como un ajuste de impedancia, que permite una mejor coincidencia de la impedancia de la antena con la del resto del circuito. Una o ambas de las bobinas generalmente tenían varios puntos fijos que podían ser seleccionados con un interruptor, lo que permitía el ajuste del número de vueltas del transformador (es decir, de la "relación de vueltas" entre ambos circuitos).
Los transformadores de acoplamiento eran difíciles de ajustar, ya que los tres ajustes (la sintonización del circuito primario, la sintonización del circuito secundario, y el acoplamiento de las bobinas), eran todos interactivos entre sí, y el cambio de uno de ellos afectaba a los otros dos.

### Detector de galena

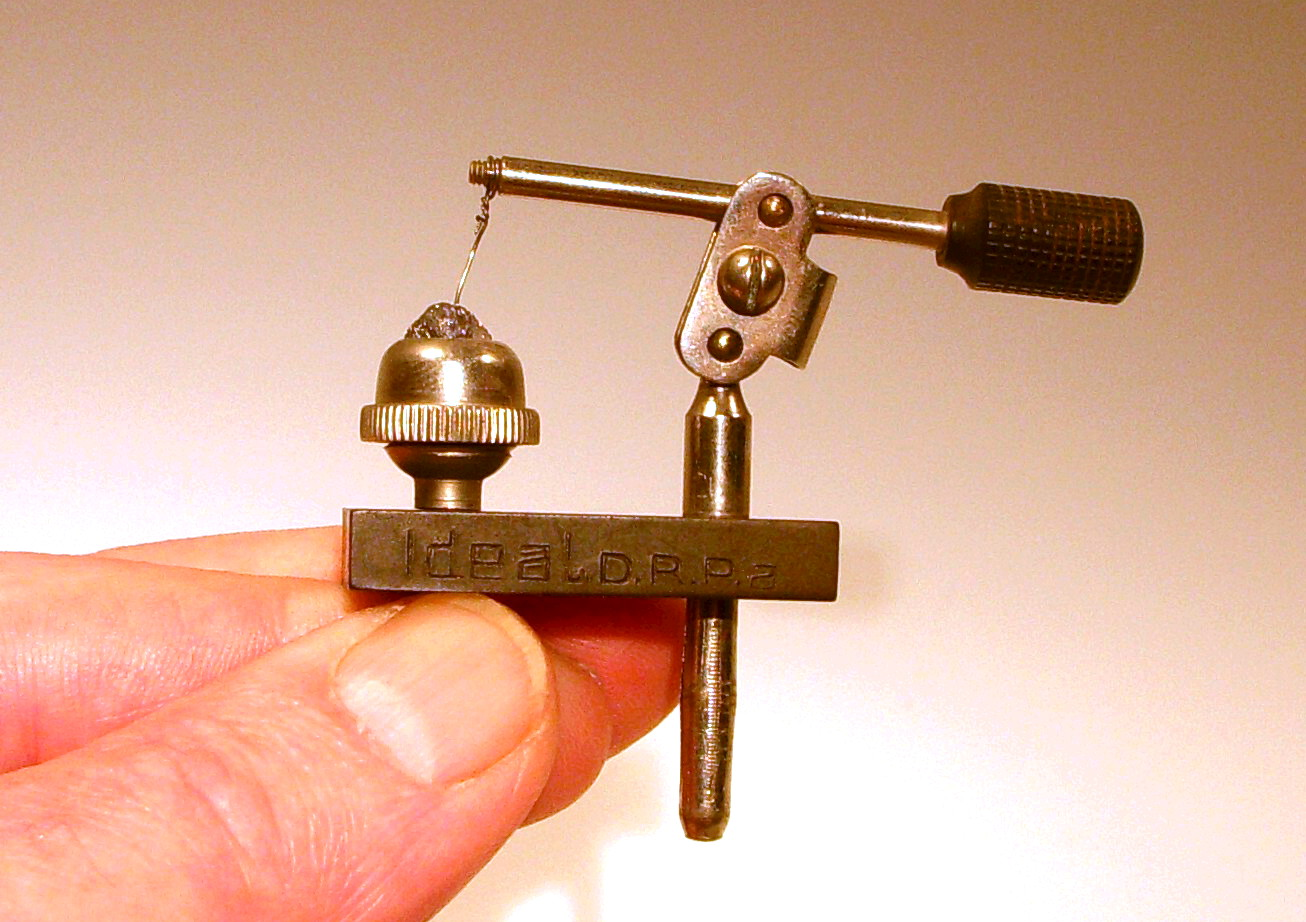
Detector de galena "cat's whisker"

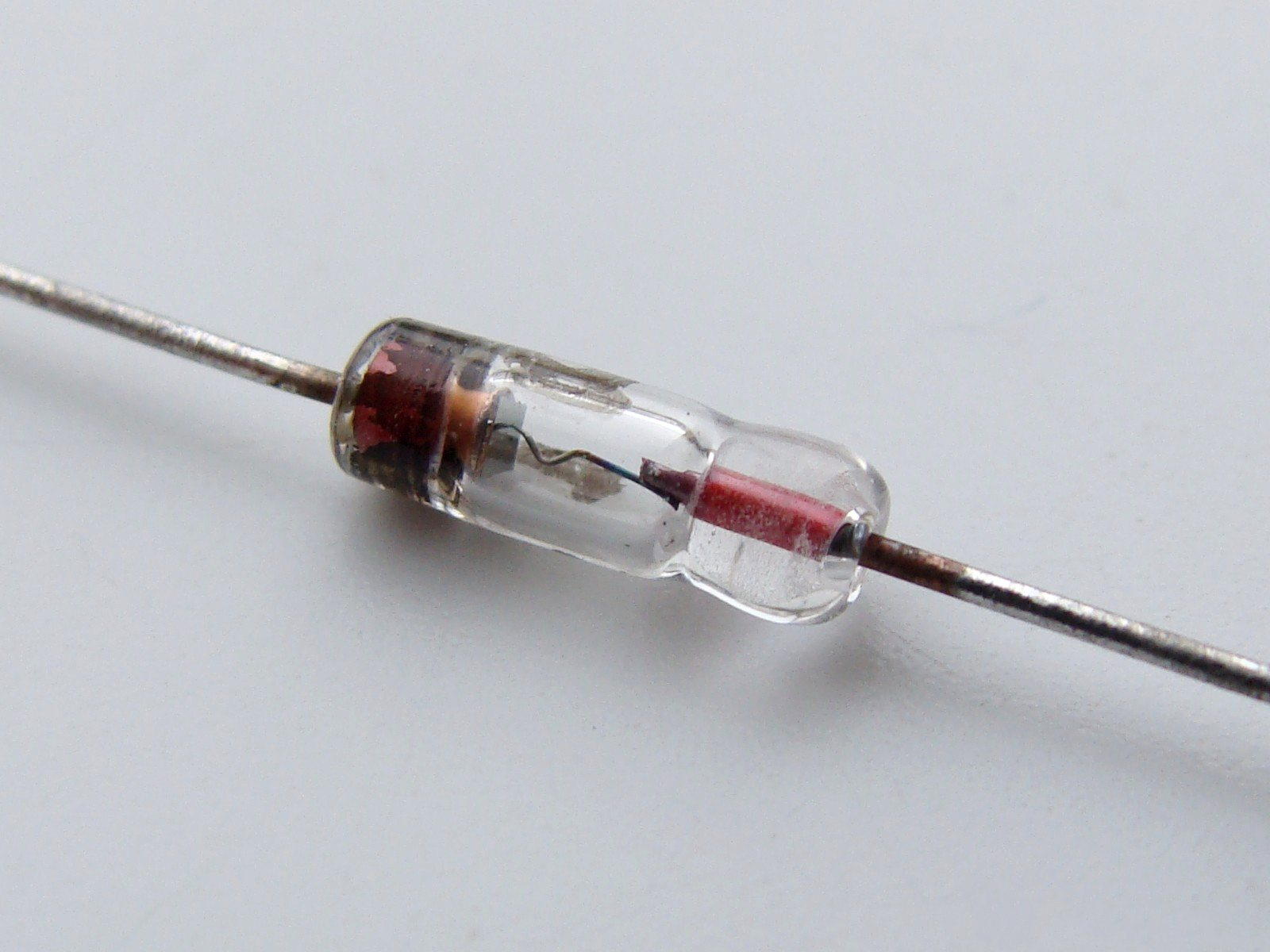
Diodo de germanio usado en radios de galena modernas (unos 3 mm de longitud)

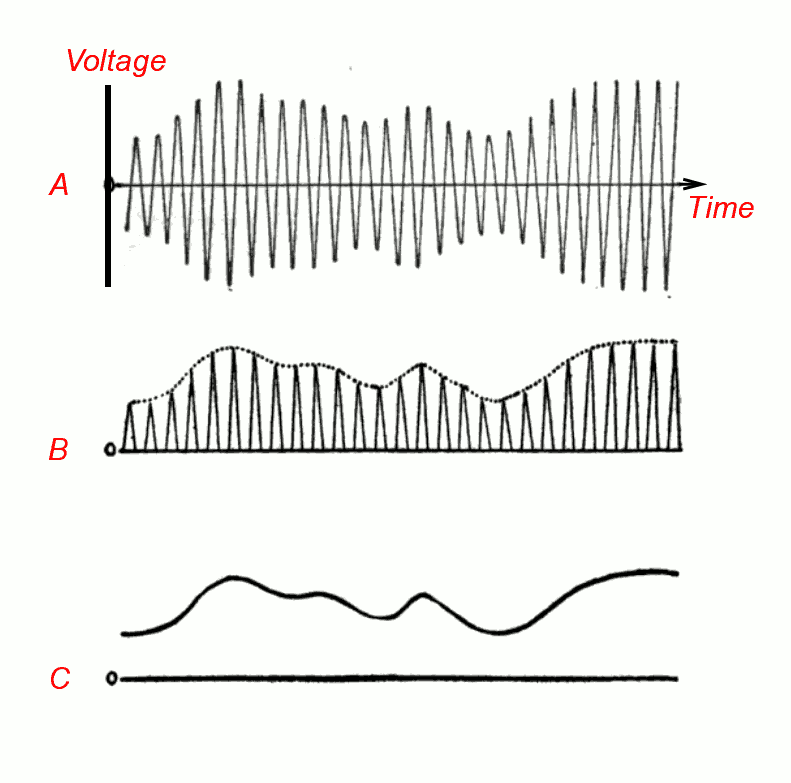
Cómo trabaja el detector:
(A) Señal de radio de amplitud modulada del circuito sintonizador. Las oscilaciones rápidas son las de la onda portadora de radiofrecuencia. La señal de audio (el sonido) está contenida en las variaciones lentas (modulación) de la amplitud (la altura) de las ondas portadoras. Esta señal no se puede convertir directamente en sonido a través del auricular, debido a que las fluctuaciones de la onda de audio son prácticamante las mismas en ambos lados del eje, con un promedio que tiende a cero, lo que daría lugar a un movimiento neto NULO del diafragma del auricular. (B) El cristal de galena conduce la corriente mejor en una dirección que en la otra, produciendo una señal cuya amplitud no promedia cero, sino que fluctúa de acuerdo con la señal de audio. (C) Un condensador en derivación (o la propia capacitancia del circuito en su defecto) se utiliza para eliminar los pulsos de la onda de radiofrecuencia portadora, dejando separada la señal de audio.

El cristal de galena permite demodular la señal de audio, extrayéndola de la señal de radiofrecuencia. En los primeros receptores, se utilizaba un detector de bigotes de gato, dispositivo que consiste en un alambre de metal fino sobre un brazo ajustable, con el que se selecciona un punto de contacto sobre la superficie de un mineral semiconductor como por ejemplo la galena. El detector de bigote de gato funciona como un diodo Schottky primitivo que permite que la corriente fluya mejor en una dirección que en la opuesta. Los dispositivos modernos utilizan diodos semiconductores. El cristal mineral funciona como un detector de envolvente, rectificando la señal de radio haciéndola pasar de corriente alterna a corriente continua pulsante, cuyos picos reproducen la señal de audio para que pueda ser convertida en sonido por los auriculares, normalmente conectados en serie (o, a veces en paralelo) con el detector.
La corriente rectificada del detector todavía tiene los pulsos de radiofrecuencia de la onda portadora, que no son capaces de superar la alta inductancia de los auriculares. Un pequeño condensador a menudo se coloca a través de los terminales del auricular para eliminar estos pulsos desde el auricular a tierra, aunque el cable de los auriculares por lo general tiene suficiente capacitancia para que este componente pueda omitirse.
En el detector de bigotes de gato solo ciertos puntos activos de la superficie del mineral permiten que funcione como rectificador, y el dispositivo era muy sensible a la presión del contacto del cristal con el hilo, por lo que la más mínima vibración podía hacer que dejase de funcionar. Por lo tanto, si se desajustaba el detector, había que encontrar de nuevo un punto de contacto utilizable por prueba y error (normalmente, antes de cada uso). El operador debía deslizar la punta del alambre sobre la superficie del cristal hasta que una estación de radio o un sonido "estático" se escuchara en los auriculares. Para no tener que depender de una fuente distante de señal estática para ajustar el contacto, se han diseñado fuentes locales de estática que utilizan un zumbador alimentado por una batería que crea continuamente chispas que propagan una señal de radio estática. La chispa en los contactos eléctricos del zumbador sirve como una fuente débil de estática, por lo que cuando el detector comienza a trabajar, la estática se puede oír en los auriculares, el zumbador se apaga a continuación, y la radio ya se puede sintonizar en la frecuencia de la emisora deseada.
La galena (sulfuro de plomo) fue probablemente el cristal más comúnmente usado en los detectores de bigotes de gato, pero varios otros tipos de cristales también se utilizaron, como la pirita (FeS2), el silicio, la molibdenita (MoS2), el carburo de silicio (carborundo , SiC), y la combinación cristal con cristal de cincita-bornita (ZnO-Cu5FeS4) con el nombre comercial de Perikon. Estas radios también se han improvisado a partir de una gran variedad de objetos comunes, como hojas de afeitar de acero y minas de lápiz, agujas oxidadas, o monedas herrumbrosas. La capa de óxido o de sulfuro semiconductor formada en estas superficies metálica es generalmente la responsable de la acción rectificadora que presentan estos objetos.
En los dispositivos modernos se utiliza un diodo semiconductor como detector, mucho más fiable que el detector de bigotes de gato, y que no requiere ajustarse. Diodos de germanio (o a veces diodos Schottky) se utilizan en lugar de diodos de silicio, ya que su caída de tensión directa es inferior (de aproximadamente 0,3 V en comparación con 0,6V), lo que los hace más sensitivos.
Todos los detectores semiconductores funcionan de manera ineficiente en las radios de galena, debido a que el nivel de la señal de bajo voltaje es demasiado bajo para marcar una diferencia acusada entre la mejor conducción en un sentido y la conducción más débil en el contrario. Para mejorar la sensibilidad de algunos de los primeros detectores de cristal mineral, tales como los de carburo de silicio, se les aplicaba un pequeño voltaje mediante una batería y un potenciómetro. Este voltaje adicional puede desplazar más arriba el punto de funcionamiento del diodo en la curva de detección para producir más tensión de la señal a costa de una menor intensidad (por su mayor impedancia). Existe un límite para el beneficio que esta técnica produce, dependiendo de las otras impedancias de la radio. Esta sensibilidad se mejora desplazando el punto de funcionamiento en corriente continua a un punto de funcionamiento de tensión de corriente más deseable (impedancia) en las curvas de voltaje característico I-V del material.

### Auriculares

Circuito detector para mejorar la sensibilidad mediante la corriente de una batería, con el zumbador incorporado para ajustar los bigotes de gato

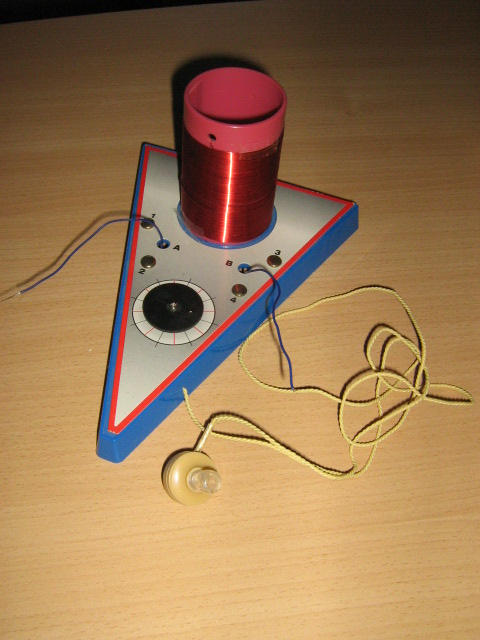
Radio de galena moderna con auriculares piezoeléctricos

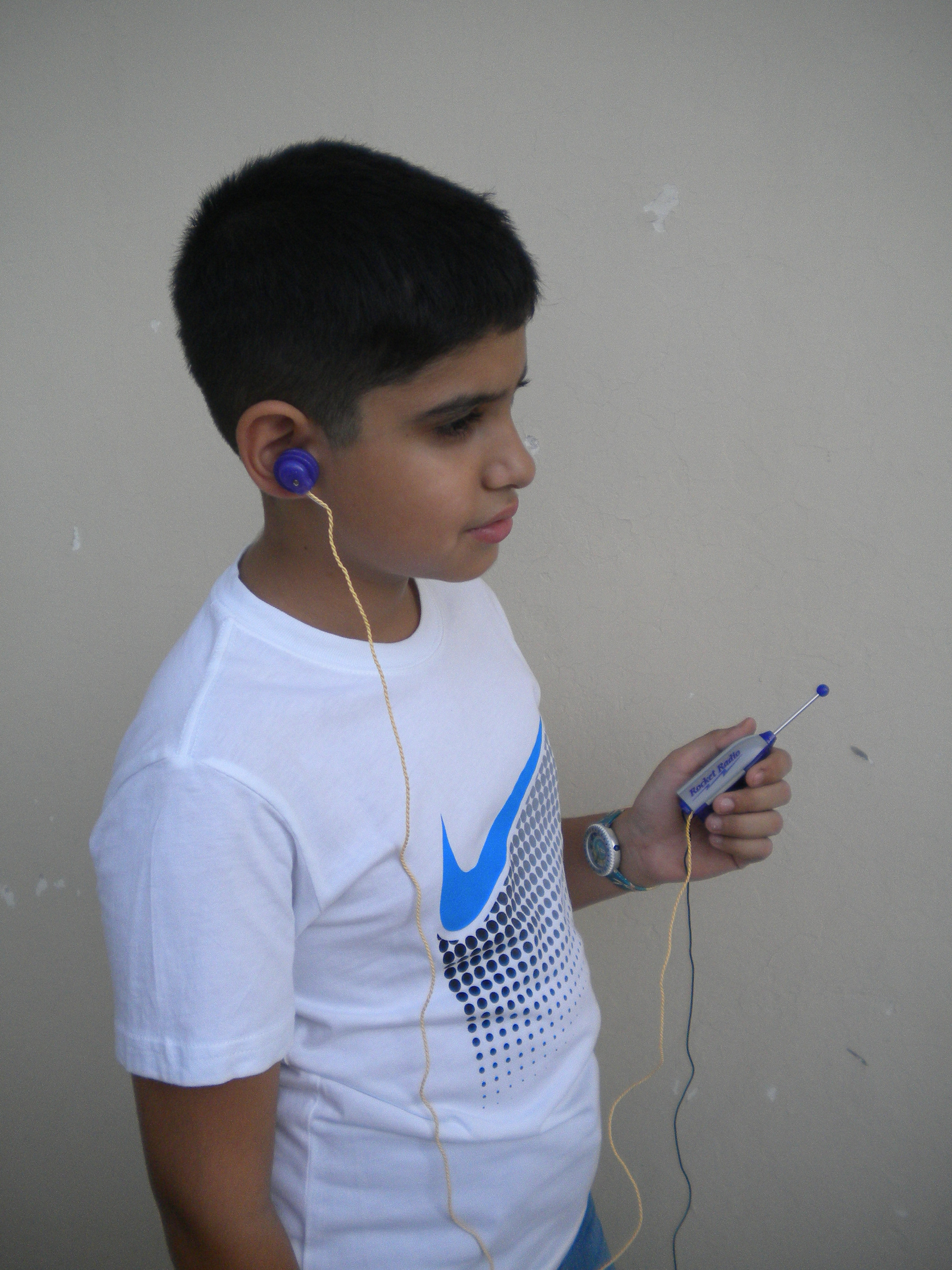
Un chico escuchando una moderna radio de galena

Los requisitos para los auriculares utilizados en los sistemas de radio a galena son diferentes de los auriculares utilizados en los equipos de audio modernos. Tienen que ser eficientes en convertir la energía de la señal eléctrica en ondas sonoras, mientras que la mayoría de los audífonos modernos están diseñados para la reproducción de señales de sonido de alta fidelidad. En los primitivos aparatos de construcción casera, los auriculares eran el componente más caro.
Los primeros audífonos que se usaron con los sistemas de galena de la era inalámbrica tenían utilizaban el sistema de hierro móvil que funcionaba de una manera similar a las bocinas de la época; mientras que los altavoces modernos utilizan el principio de la bobina móvil. Cada auricular contenía un imán con una hendidura rodeada por una bobina, formando un electroimán, uno de cuyos polos quedaba muy cerca de una membrana de acero. Cuando la  señal de audio de la radio atravesaba las bobinas del electroimán, se creaba un campo magnético variable que aumentaba o disminuía respecto al del imán permanente. Esto modificaba la fuerza de atracción sobre el diafragma, haciendo que vibrase. Las vibraciones del diafragma atraen y expulsan el aire situado delante de él, creando ondas de sonido. Los auriculares estándar utilizados en telefonía tenían una impedancia baja, a menudo de 75 Ω, lo que requiere más corriente que la que una radio de galena podía suministrar, por lo que el tipo usado en las radios fue dotado con más vueltas de alambre fino y tenía una impedancia de 2000-8000 Ω.
Dispositivos modernos utilizan auriculares piezoeléctricos, que son mucho más sensibles y también de menor tamaño. Se componen de un cristal piezoeléctrico con unos electrodos colocados en cada lado, pegado a un diafragma ligero. Cuando la señal de audio procedente de la radio se aplica a los electrodos, provoca que el cristal a comience a vibrar, haciendo a su vez vibrar al diafragma. Estos auriculares suelen estar diseñados para colocarse directamente en el conducto auditivo del usuario, acoplando el sonido de manera más eficiente al tímpano. Su resistencia eléctrica es mucho mayor (típicamente megaohmios) por lo que apenas "sobrecargan" el circuito sintonizado, lo que permite obtener una mayor selectividad del receptor.
Sin embargo la mayor resistencia de este tipo de auriculares, en paralelo con su capacitancia de alrededor de 9 picoFaradios, crea un filtro de paso bajo que elimina las frecuencias más altas de audio, lo que distorsiona el sonido. Así que a veces no es necesario disponer un condensador de derivación (aunque en la práctica se coloquen condensadores de alrededor de 0,68 a 1 nF para ayudar a mejorar la calidad del sonido), agregándose en su lugar una resistencia de entre 10 y 100 kΩ al otro lado de la entrada del auricular.
A pesar de que la baja potencia producida por las radios de galena suele ser insuficiente para poder conectar un altavoz, algunos dispositivos caseros de los años 1960 utilizaban uno añadiendo un transformador de audio para hacer coincidir la baja impedancia del altavoz con la del circuito. Del mismo modo, los auriculares modernos de baja impedancia (8 Ω) no se pueden utilizar sin modificar el circuito de las radios de galena porque el receptor no produce suficiente corriente para activarlos. Para evitar este problema, se puede añadir un transformador de audio para hacer coincidir la impedancia de los auriculares con la mayor impedancia del circuito.

## Radio a galena en FM
Las radios de galena normalmente reciben señales de amplitud modulada (AM), aunque pueden ser diseñadas para recibir casi cualquier banda de radiofrecuencia, pero la mayoría utilizan la onda media. Son raros los modelos que reciben la banda de onda corta, porque se requieren señales muy fuertes. 
También son capaces de demodular las transmisiones en FM debido a un fenómeno llamado detección de pendiente. El circuito convierte las variaciones de frecuencia de la FM en una señal de AM que luego es demodulada por el detector, convirtiéndola así en una señal audible.

## Usos pedagógicos de la radio galena
La radio galena es un proyecto apto para realizar en las escuelas, debido a su facilidad de construcción y la poca cantidad de materiales que requiere para su realización. Este proyecto tiene como fin entender cómo funciona la modulación en AM y todas sus características.

### Experiencia en Argentina
Durante el mes de noviembre del 2021,6° Electrónica, del Instituto La Salle Florida decidió construir una radio Galena para nuestra materia de sistemas de comunicaciones. Para realizar esto utilizamos materiales no muy complicados de conseguir, como rollos de cocina, papel de aluminio y cinta. También utilizamos un diodo, alambre de cobre esmaltado y cables unifilares. Si son atentos, se habrán dado cuenta de que no utilizamos una fuente de alimentación. Esto se debe a que la radio de galena utiliza la energía que recibe mediante las propias ondas de radio, lo cual simplifica enormemente su funcionamiento. La finalidad de este proyecto sería poner en práctica nuestros conocimientos adquiridos durante el año sobre modulación y antenas.

### Materiales a Utilizar
- Alambre de cobre esmaltado 0,5mm2
- 1 rollo de tóner o papel de cocina (Preferiblemente tóner)
- 1 rollo de papel cocina
- Papel Aluminio
- Cable Unifilar
- Parlante con entrada mini-jack
- Diodo rápido (De Germanio)

### Armado
Para armar la radio se necesitan tres componentes electrónicos. Dos de estos componentes hay que armarlos de forma casera, estos son un capacitor y una bobina.

#### Armado del capacitor
Para armar el capacitor se necesitan los siguientes materiales:

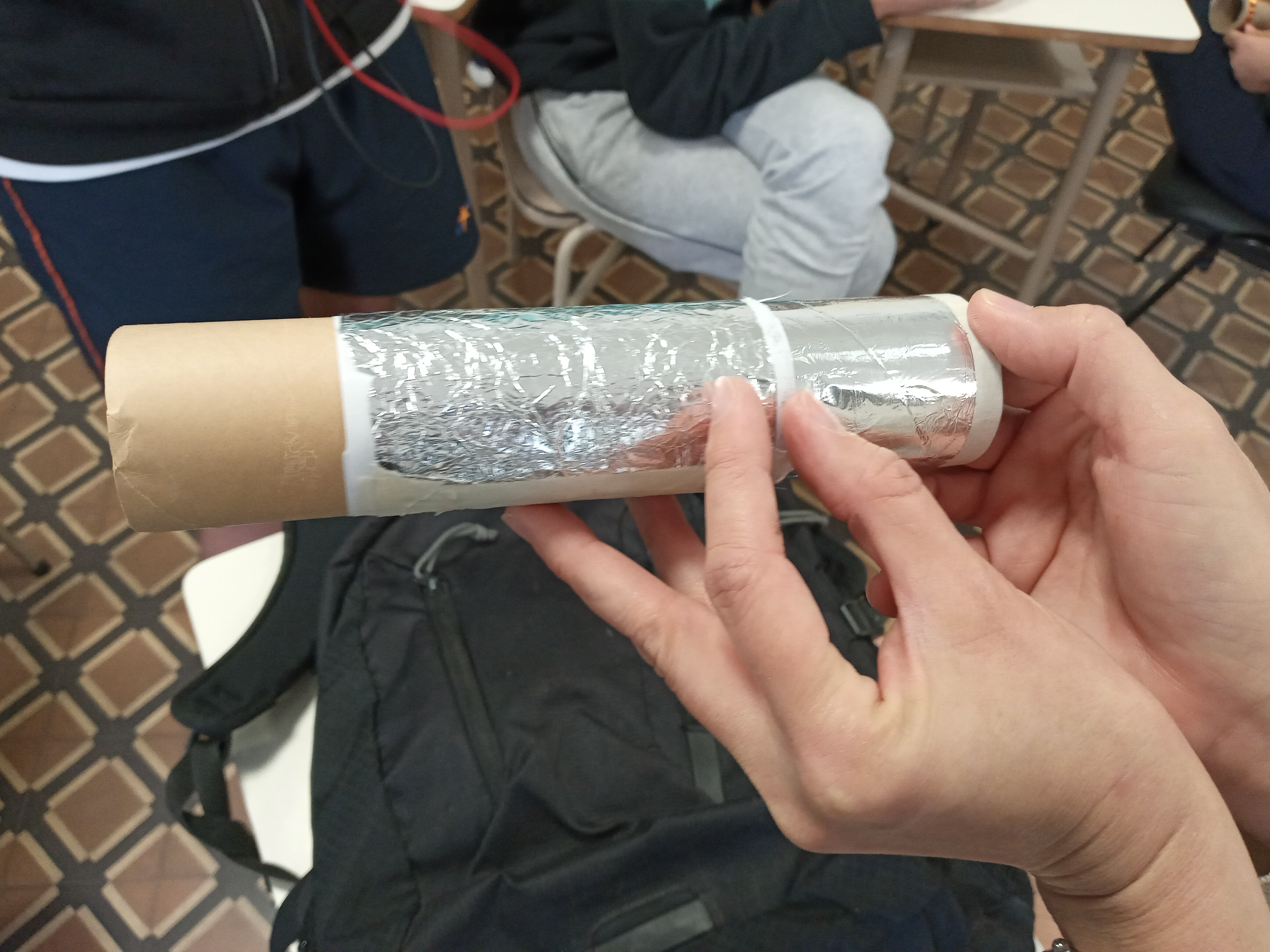
Capacitor casero hecho con papel aluminio sobre un rollo de cocina y con papel como serparador/material dieléctrico

- La parte interior del rollo de papel de cocina.
- Un rollo de papel de aluminio.
- Una hoja de papel.
- Cinta Scotch o de papel.
- Dos cables con aislamiento.

Primero se recorta una franja de papel aluminio con un grosor de entre 8 y 10 cm que se utiliza para envolver el rollo de cocina. Este no debe dar más de una vuelta y para mantenerlo en su lugar se utilizara la cinta.
Luego se coloca otra franja de papel aluminio del mismo grosor en la hoja. Para mantenerlo en su lugar, se utiliza la cinta. Después se envuelve la el rollo con la hoja con la parte del aluminio del lado de afuera. En este caso no se utilizara cinta ya que la hoja deberá poder desplazarse.
Finalmente, se conectan los cables; uno al rollo y otro a la hoja.

##### Armado de Bobina

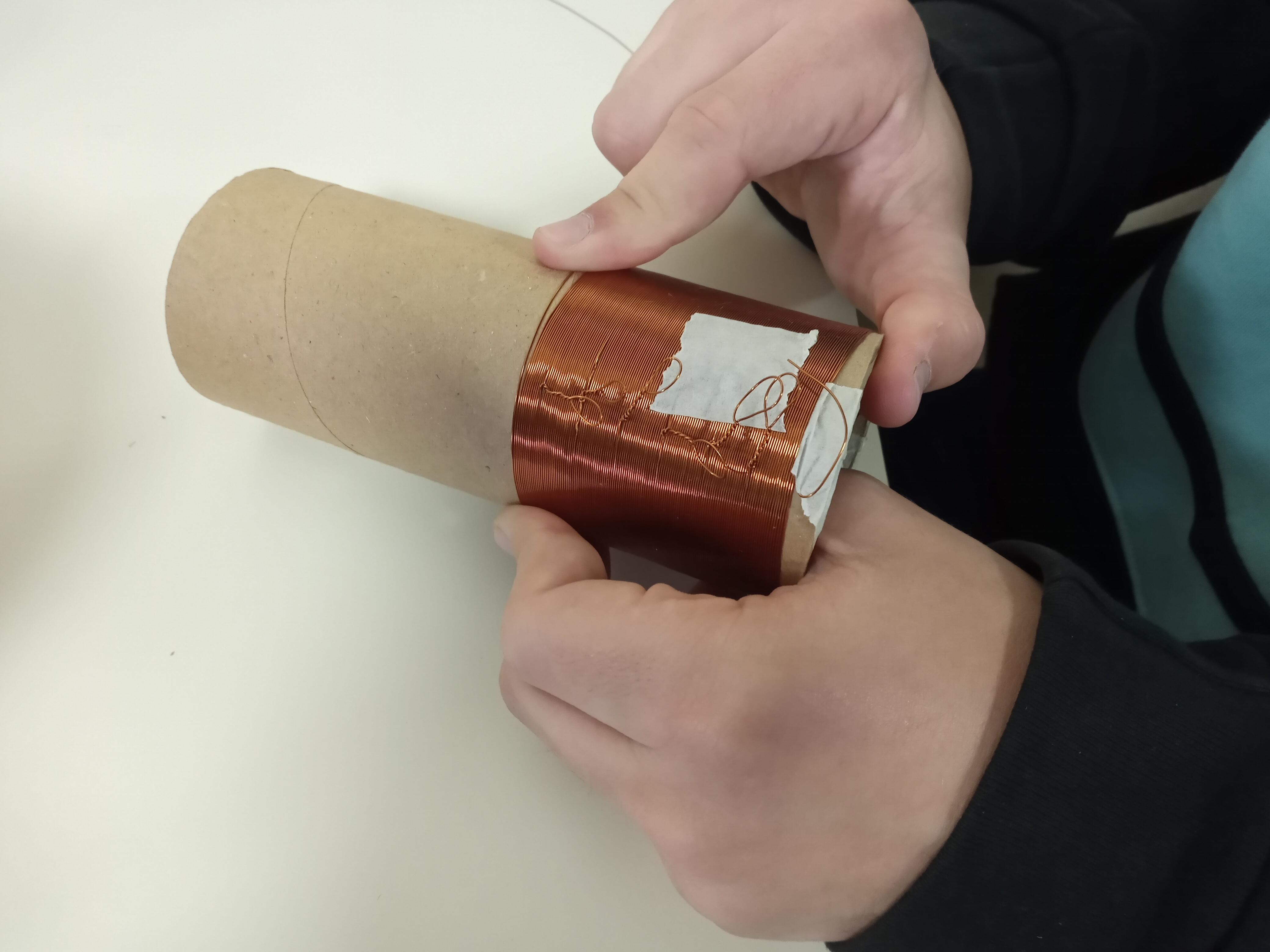
Bobina casera realizada con un rollo de papel y alambre esmaltado

Para armar la bobina se necesitan los siguientes materiales:
- Rollo de cartón entre 3 cm y 5 cm
- Alambre esmaltado de cobre entre 0,4 mm² y 0,5 mm²

Para comenzar con el bobinado empezamos a darle  vueltas con cobre esmaltado de entre 0.4 mm² a 0.5 mm² a un rollo de cartón de 3 cm a 5 cm de diámetro. Luego de dar aproximadamente 10 vueltas pegamos con cinta esta parte del bobinado al rollo. Luego seguimos dando vueltas hasta las vueltas calculadas necesarias. Opcionalmente cada 20 vueltas realizamos un “rulito” por si quisiéramos cambiar la inductancia del bobinado. Al llegar a las vueltas calculadas fijamos toda la bobina con cinta de papel. Finalmente lijamos las puntas y los rulitos.

### Antena

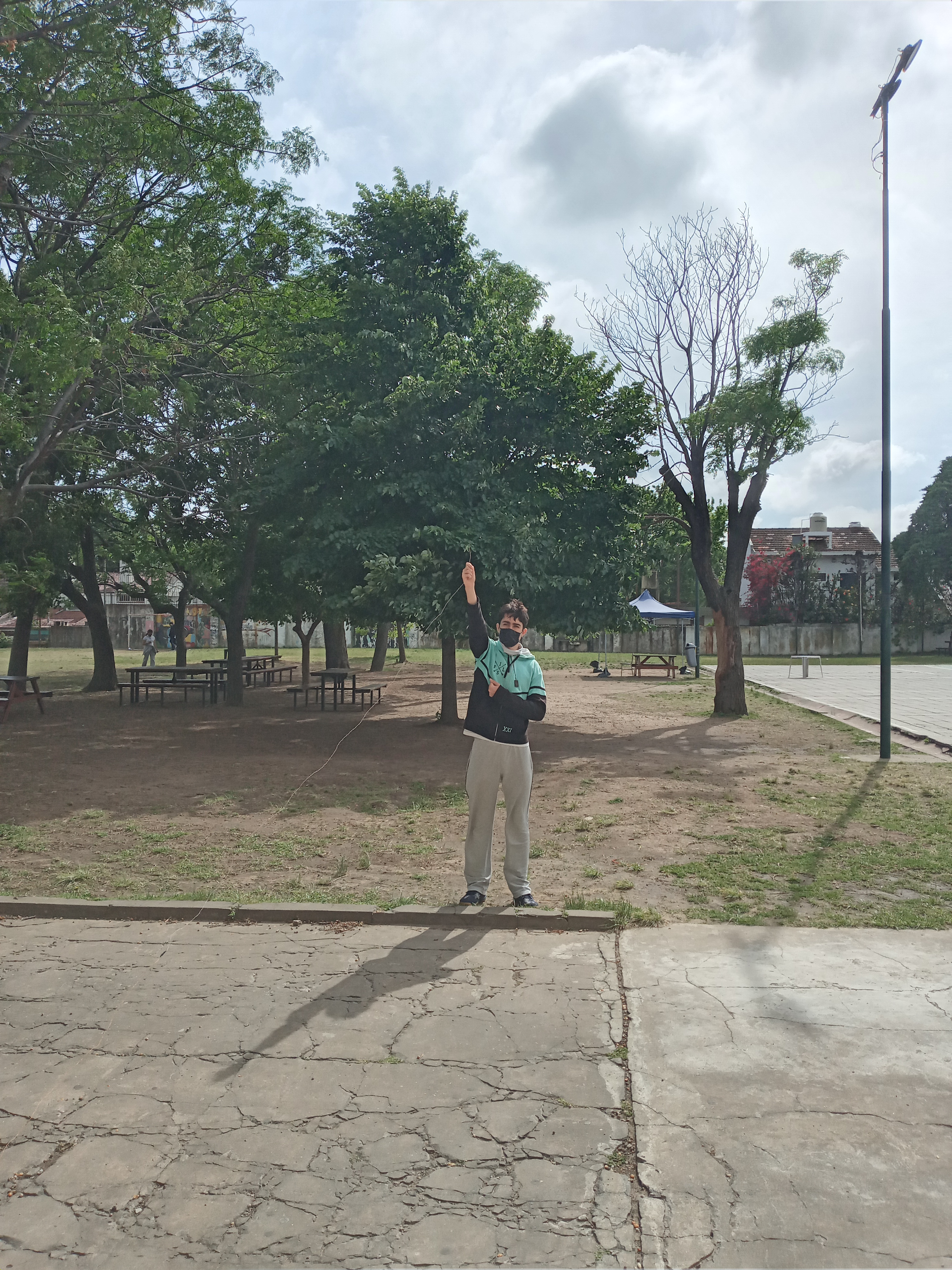
Joven estudiante sostenido la antena de una radio galena

Las antenas son esenciales para las telecomunicaciones, estas reciben una onda electromagnética y la convierte en una señal eléctrica, o reciben una señal eléctrica y la irradian como una onda electromagnética. La antena se construyó con un alambre de metal de uso común, el modelo de la antena dipolo consta de una fuente y de uno o dos cables aislados entre sí y separados, en este caso se utilizó uno únicamente. Los electrones  fluyen alternativamente en los cables, generando ondas electromagnéticas. A medida que los electrones (partículas diminutas dentro de los átomos) de la corriente eléctrica se mueven hacia adelante y hacia atrás a lo largo de la antena, estos, crean una radiación electromagnética invisible en forma de ondas de radio. La electricidad que fluye hacia la antena del transmisor hace que los electrones vibran hacia arriba y hacia abajo, produciendo ondas de radio.

### Conexión Final
Una vez que tenemos todos los componentes armados podemos proceder a la interconexion final de la radio galena. Esta debe ser hecha con cable unifilar, cuidando de que no se toquen las conexiones. El esquema de conexión es el siguiente:

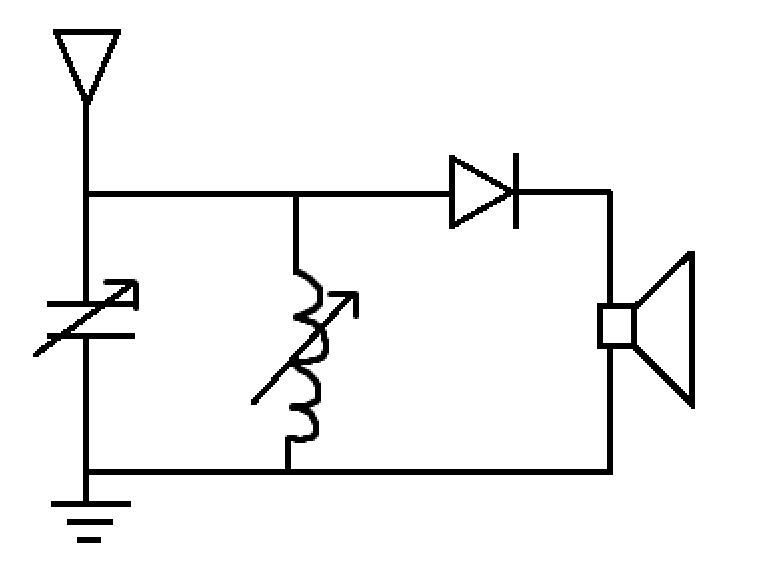

### Cálculos
Cuando nosotros realizamos la radio, logramos sintonizar Radio 10  que utiliza la frecuencia 710KHz. Luego medimos la medida real de la bobina y del capacitor que armamos para comprobar que los cálculos coincidan con la experiencia. Los cálculos que hicimos fueron los siguientes.
{\displaystyle F={\frac {1}{(2*\pi *{\sqrt {(}}LC))}}}
Luego reemplazamos L y C con los valores medidos en la práctica.
{\displaystyle F={\frac {1}{(2*\pi *{\sqrt {(}}422,23*10^{(-3)}*119,008*10^{-12})}}}

## Utilización como fuente de energía
Una radio de galena sintonizada a un transmisor local de gran intensidad se puede utilizar como fuente de alimentación para un segundo receptor de una estación distante que no puede ser escuchada sin amplificación.: 122–123 
Hay una larga historia de intentos fallidos y reclamaciones no verificadas para utilizar la potencia de la onda portadora de las señales de radio recibidas. Los sistemas cristalinos tradicionales utilizan rectificadores de media onda. Como las señales de onda media tienen un factor de modulación de solo el 30% de tensión en picos de corriente [cita requerida], no más allá del 9% de la potencia de la señal recibida ({\displaystyle P=U^{2}/R}) es información de audio real, y el 91% restante es solo tensión rectificada. Dado que la señal de audio es poco probable que se mantenga en valores de pico todo el tiempo, la relación de la energía es, en la práctica, aún mayor. Se hizo un esfuerzo considerable para convertir este voltaje de corriente continua en energía sonora. Algunos intentos anteriores incluyen un amplificador de un solo transistor en 1966. A veces los esfuerzos para recuperar esta potencia se confunden con otros esfuerzos para lograr una mayor eficiencia en la detección. La historia de estas investigaciones continúa en desarrollo, con diseños tan elaborados como la "Unidad de potencia de dos ondas de conmutación invertida".: 129 

## Lecturas relacionadas
- Courmoz F., Battocchio A. La radio a galena. Dal coherer al transistor nella ricezione passiva. Ed. Mosè 2002. (en italiano)
- Ellery W. Stone (1919). Elements of Radiotelegraphy. D. Van Nostrand company. 267 pages.
- Elmer Eustice Bucher (1920). The Wireless Experimenter's Manual: Incorporating how to Conduct a Radio Club.
- Milton Blake Sleeper (1922). Radio Hook-ups: A Reference and Record Book of Circuits Used for Connecting Wireless Instruments. The Norman W. Henley publishing co.; 67 pages.
- JL Preston and HA Wheeler (1922) "Construction and operation of a simple homemade radio receiving outfit", Bu. of Standards, C-120: Apr. 24, 1922.
- PA Kinzie (1996). Crystal Radio: History, Fundamentals, and Design. Xtal Set Society.
- Thomas H. Lee, The Design of CMOS Radio-Frequency Integrated Circuits
- Derek K. Shaeffer and Thomas H. Lee, The Design and Implementation of Low-Power CMOS Radio Receivers
- Ian L. Sanders. Tickling the Crystal — Domestic British Crystal Sets of the 1920s; Volumes 1-5. BVWS Books (2000–2010).